# Кимпурелу
Кимпурелу (рум. Câmpurelu) — село у повіті Джурджу в Румунії. Входить до складу комуни Колібаші.
Село розташоване на відстані 23 км на південь від Бухареста, 40 км на північний схід від Джурджу.

## Населення
За даними перепису населення 2002 року у селі проживали 1468 осіб. Рідною мовою 1467 осіб (99,9%) назвали румунську.
Національний склад населення села:
| Національність | Кількість осіб | Відсоток |
| -------------- | -------------- | -------- |
| румуни         | 1419           | 96,7%    |
| цигани         | 49             | 3,3%     |